# Finlandeses voladores

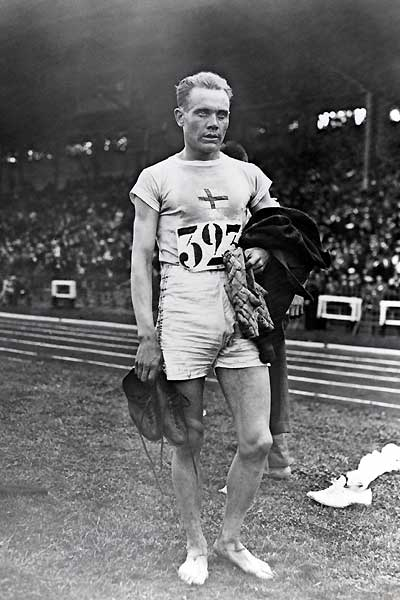
Paavo Nurmi en los Juegos Olímpicos de París 1924.

Los Flying Finns (del inglés: "Finlandeses voladores") es el nombre con el que se conoce a una serie de atletas finlandeses que dominaron en el atletismo las distancias de fondo y medio fondo en la década de los años 20, los integrantes más conocidos fueron Paavo Nurmi, Ville Ritola, Albin Stenroos y Hannes Kolehmainen.
Posteriormente en la década de los años 1960 el término se adoptó también para pilotos de rally y Fórmula 1 finlandeses, como Simo Lampinen, Rauno Aaltonen, Pauli Toivonen y Timo Makinen, que iniciaron una serie de éxitos que marcó el inicio de la leyenda de los flying finns.

## Lista de pilotos

### Rally

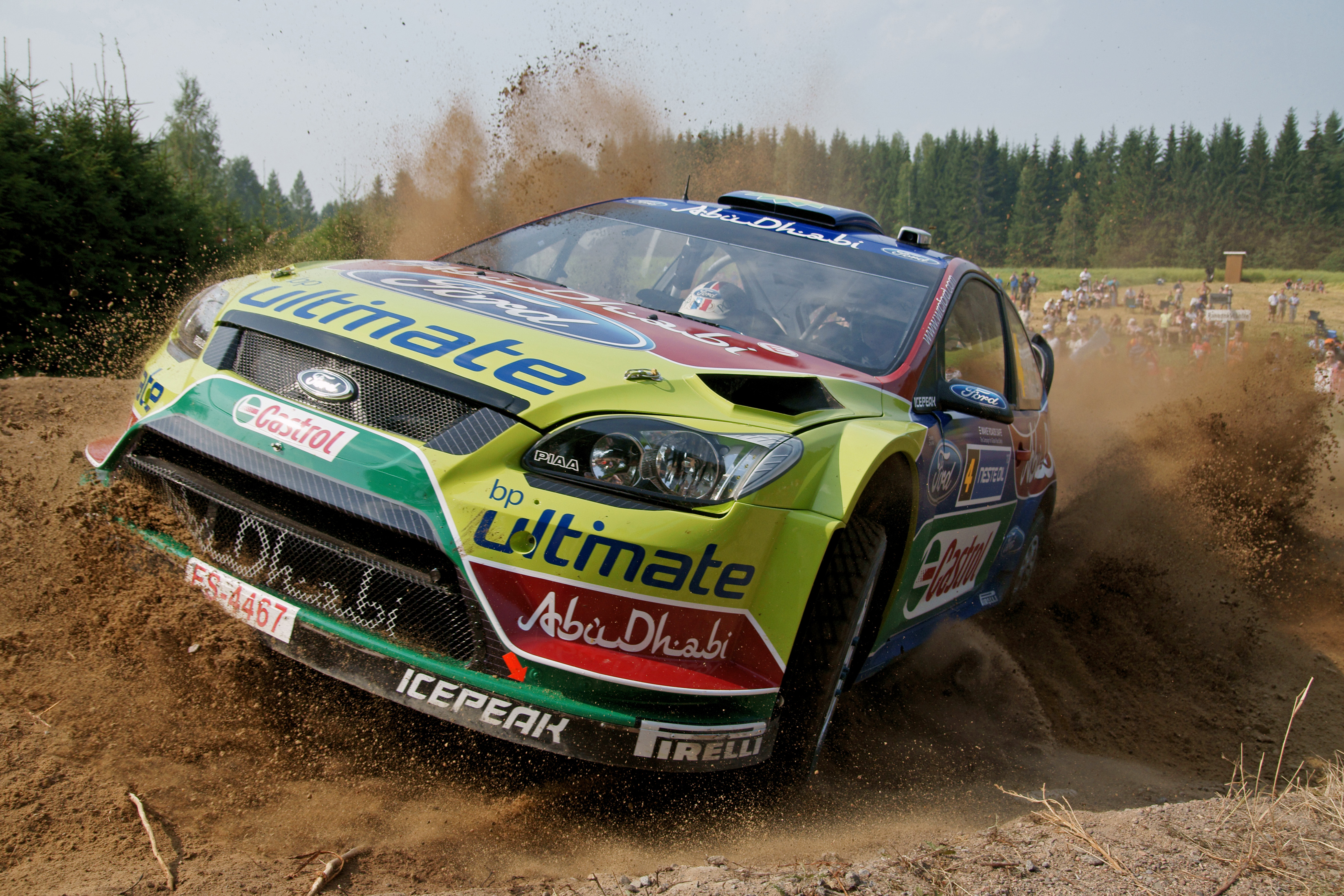
Jari-Matti Latvala en WRC 2010.

- Rauno Aaltonen
- Markku Alén
- Simo Lampinen
- Marcus Grönholm
- Mikko Hirvonen
- Timo Makinen
- Jari-Matti Latvala
- Tommi Mäkinen
- Juha Kankkunen
- Timo Salonen
- Henri Toivonen
- Ari Vatanen
- Esapekka Lappi
- Kalle Rovanperä
- Hannu Mikkola

### Fórmula 1

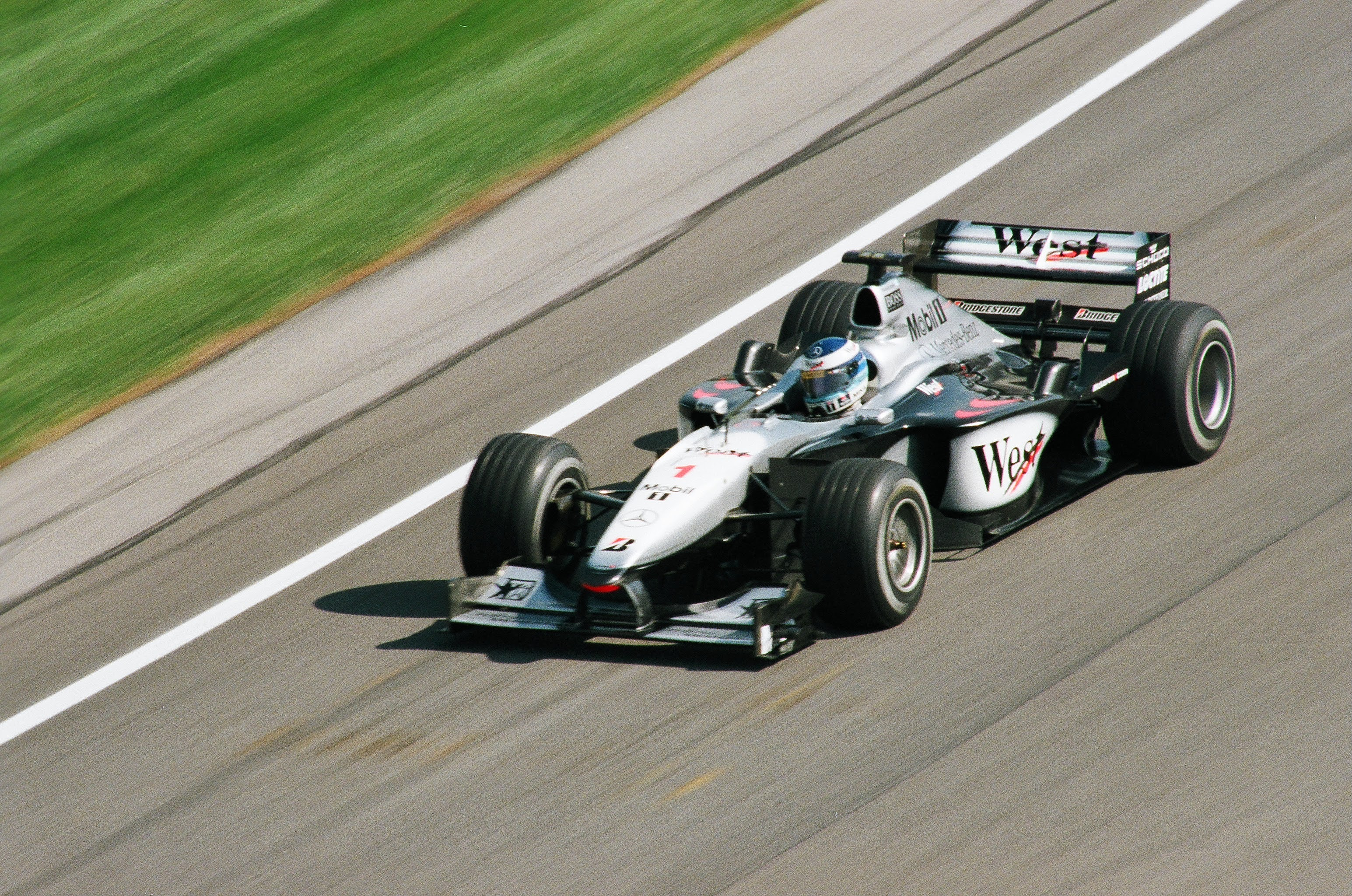
Mika Häkkinen en el Gran Premio de los Estados Unidos de 2000.

- Mika Häkkinen
- Kimi Räikkönen
- J. J. Lehto
- Keke Rosberg
- Mika Salo
- Leo Kinnunen
- Valtteri Bottas
- Nico Rosberg